# Liste der Bodendenkmäler in Fraunberg
Auf dieser Seite sind die Bodendenkmäler in der oberbayerischen Gemeinde Fraunberg zusammengestellt. Diese Tabelle ist eine Teilliste der Liste der Bodendenkmäler in Bayern. Grundlage ist die Bayerische Denkmalliste, die auf Basis des Bayerischen Denkmalschutzgesetzes vom 1. Oktober 1973 erstmals erstellt wurde und seither durch das Bayerische Landesamt für Denkmalpflege geführt wird. Die folgenden Angaben ersetzen nicht die rechtsverbindliche Auskunft der Denkmalschutzbehörde.

## Bodendenkmäler in Fraunberg
| Lage       | Objekt | Akten-Nr.     | Bild |
| ---------- | --- | ------------- | ---- |
| (Standort) | Verebneter Grabhügel vorgeschichtlicher Zeitstellung. | D-1-7637-0120 |      |
| (Standort) | Verebnete Grabhügel vorgeschichtlicher Zeitstellung. | D-1-7637-0121 |      |
| (Standort) | Verebneter Burgstall des hohen oder späten Mittelalters. | D-1-7637-0122 |      |
| (Standort) | Grabhügel vorgeschichtlicher Zeitstellung. | D-1-7637-0124 |      |
| (Standort) | Verebnete Grabhügel vorgeschichtlicher Zeitstellung. | D-1-7637-0125 |      |
| (Standort) | Körpergräber des frühen Mittelalters. | D-1-7637-0127 |      |
| (Standort) | Verebneter Grabhügel mit Kreisgraben und Körpergräber vor- und frühgeschichtlicher Zeit                                                                                        | D-1-7637-0128 |      |
| (Standort) | Verebneter Grabhügel vorgeschichtlicher Zeitstellung. | D-1-7637-0132 |      |
| (Standort) | Verebnete Grabhügel mit Bestattungen der Bronzezeit. | D-1-7637-0223 |      |
| (Standort) | Verebneter Grabhügel vorgeschichtlicher Zeitstellung. | D-1-7637-0265 |      |
| (Standort) | Verebnete Grabhügel mit Bestattungen der Bronzezeit und Urnenfelderzeit sowie Siedlung                                                                                         | D-1-7637-0267 |      |
| (Standort) | Siedlung vor- und frühgeschichtlicher Zeitstellung, u. a. der Bronzezeit, der Hallstattzeit                                                                                    | D-1-7637-0268 |      |
| (Standort) | Verebnete Grabhügel oder Siedlung vor- und frühgeschichtlicher Zeitstellung.                                                                                                   | D-1-7637-0269 |      |
| (Standort) | Verebnete Grabhügel vorgeschichtlicher Zeitstellung. | D-1-7637-0271 |      |
| (Standort) | Verebnete Grabhügel vorgeschichtlicher Zeitstellung. | D-1-7637-0273 |      |
| (Standort) | Verebnete Grabhügel vorgeschichtlicher Zeitstellung. | D-1-7637-0274 |      |
| (Standort) | Rechteckiges Erdwerk mit Doppelgraben vor- und frühgeschichtlicher Zeitstellung.                                                                                               | D-1-7637-0275 |      |
| (Standort) | Untertägige mittelalterliche und frühneuzeitliche Befunde im Bereich vom Schloss                                                                                               | D-1-7637-0277 |      |
| (Standort) | Siedlung vor- und frühgeschichtlicher Zeitstellung. | D-1-7637-0278 |      |
| (Standort) | Verebneter Grabhügel vorgeschichtlicher Zeitstellung. | D-1-7637-0281 |      |
| (Standort) | Verebnete Grabhügel vorgeschichtlicher Zeitstellung. | D-1-7637-0282 |      |
| (Standort) | Siedlung vor- und frühgeschichtlicher Zeitstellung. | D-1-7637-0283 |      |
| (Standort) | Verebnete Grabhügel und Siedlung vor- und frühgeschichtlicher Zeitstellung. | D-1-7637-0284 |      |
| (Standort) | Verebnete Grabhügel vorgeschichtlicher Zeitstellung. | D-1-7637-0288 |      |
| (Standort) | Verebnete Grabhügel vorgeschichtlicher Zeitstellung. | D-1-7637-0290 |      |
| (Standort) | Siedlung vor- und frühgeschichtlicher Zeitstellung. | D-1-7637-0293 |      |
| (Standort) | Siedlung vor- und frühgeschichtlicher Zeitstellung. | D-1-7637-0294 |      |
| (Standort) | Verebnete Grabhügel vorgeschichtlicher Zeitstellung. | D-1-7637-0295 |      |
| (Standort) | Siedlung vor- und frühgeschichtlicher Zeitstellung, u. a. der Bronzezeit | D-1-7637-0296 |      |
| (Standort) | Siedlung vor- und frühgeschichtlicher Zeitstellung. | D-1-7637-0297 |      |
| (Standort) | Siedlung vor- und frühgeschichtlicher Zeitstellung. | D-1-7637-0298 |      |
| (Standort) | Verebnete Grabhügel und Siedlung vorgeschichtlicher Zeitstellung, | D-1-7637-0323 |      |
| (Standort) | Siedlung und Grabenwerk vorgeschichtlicher Zeitstellung, u. a. der Bronzezeit.                                                                                                 | D-1-7637-0328 |      |
| (Standort) | Straße der römischen Kaiserzeit. | D-1-7637-0376 |      |
| (Standort) | Siedlung vor- und frühgeschichtlicher Zeitstellung. | D-1-7637-0448 |      |
| (Standort) | Verebnete Grabhügel vorgeschichtlicher Zeitstellung. | D-1-7637-0449 |      |
| (Standort) | Untertägige mittelalterliche und frühneuzeitliche Befunde im Bereich der Kath. Pfarrkirche                                                                                     | D-1-7637-0452 |      |
| (Standort) | Untertägige mittelalterliche und frühneuzeitliche Befunde im Bereich der Kath. Pfarrkirche St. Georg in Riding und ihrer Vorgängerbauten bzw. älteren Bauphasen.               | D-1-7637-0454 |      |
| (Standort) | Untertägige mittelalterliche und frühneuzeitliche Befunde im Bereich der Kath. Pfarrkirche                                                                                     | D-1-7637-0457 |      |
| (Standort) | Untertägige spätmittelalterliche und frühneuzeitliche Befunde und Funde | D-1-7637-0459 |      |
| (Standort) | Untertägige mittelalterliche und frühneuzeitliche Befunde im Bereich der Kath. Filialkirche St. Martin von Lohkirchen und ihrer Vorgängerbauten.                               | D-1-7637-0462 |      |
| (Standort) | Untertägige mittelalterliche und frühneuzeitliche Befunde und Funde im Bereich der Kath. Kirche                                                                                | D-1-7637-0464 |      |
| (Standort) | Siedlung vor- und frühgeschichtlicher Zeitstellung, u. a. der Bronzezeit, der Hallstattzeit                                                                                    | D-1-7637-0508 |      |
| (Standort) | Siedlung des späten Mittelalters und der frühen Neuzeit. | D-1-7637-0511 |      |
| (Standort) | Siedlung vorgeschichtlicher Zeitstellung, u. a. der Bronzezeit. | D-1-7637-0527 |      |
| (Standort) | Siedlung vorgeschichtlicher Zeitstellung, u. a. des Jungneolithikums (Altheimer Kultur)                                                                                        | D-1-7637-0528 |      |
| (Standort) | Siedlung vorgeschichtlicher Zeitstellung, u. a. der jüngeren Latènezeit. | D-1-7637-0530 |      |
| (Standort) | Siedlung vor- und frühgeschichtlicher Zeitstellung mit Verhüttungsplatz der Latènezeit                                                                                         | D-1-7637-0533 |      |
| (Standort) | Siedlung vorgeschichtlicher Zeitstellung. | D-1-7637-0537 |      |
| (Standort) | Siedlung vorgeschichtlicher Zeitstellung, u. a. der Latènezeit. | D-1-7637-0538 |      |
| (Standort) | Siedlung vor- und frühgeschichtlicher Zeitstellung, u. a. der Bronzezeit, der Latènezeit                                                                                       | D-1-7637-0547 |      |
| (Standort) | Abschnittsbefestigung des frühen Mittelalters. | D-1-7638-0010 |      |
| (Standort) | Rechteckiger Ringwall des frühen Mittelalters („Kreuthäusl“). | D-1-7638-0011 |      |
| (Standort) | Verebnete Grabhügel und Siedlung vor- und frühgeschichtlicher Zeitstellung. | D-1-7638-0015 |      |
| (Standort) | Verebnete Grabhügel vorgeschichtlicher Zeitstellung. | D-1-7638-0025 |      |
| (Standort) | Verebneter Burgstall des hohen oder späten Mittelalters. | D-1-7638-0036 |      |
| (Standort) | Untertägige spätmittelalterliche und frühneuzeitliche Befunde und Funde | D-1-7638-0072 |      |
| (Standort) | Untertägige mittelalterliche und frühneuzeitliche Befunde im Bereich der Kath. Pfarrkirche St. Stephanus von Rappoltskirchen und ihrer Vorgängerbauten bzw. älteren Bauphasen. | D-1-7638-0075 |      |
| (Standort) | Untertägige mittelalterliche und frühneuzeitliche Befunde im Bereich der Kath. Filialkirche St. Martin von Oberbierbach und ihrer Vorgängerbauten.                             | D-1-7638-0077 |      |
| (Standort) | Grabhügel vorgeschichtlicher Zeitstellung. | D-1-7638-0208 |      |